# El maquinista de La General
El maquinista de La General  (título original: The General) es una película muda estadounidense de 1926 del género comedia protagonizada y producida por Buster Keaton, quien también la codirigió con Clyde Bruckman. La película está basada en un hecho real sucedido en 1862 durante la Guerra Civil, la llamada gran persecución en locomotora y adaptada del libro de William Pittenger, Daring and Suffering: A History of the Great Railway Adventure (Audacia y sufrimiento: Una historia de la gran aventura ferroviaria), publicado en 1863.
La película fue un fracaso crítico y financiero en su lanzamiento inicial (el más grande fracaso financiero de Keaton), pero décadas después comenzó a ser considerada como una de sus mejores películas. Es el top 2 de las 100 mejores películas de acción de todos los tiempos según GQ.

## Trama

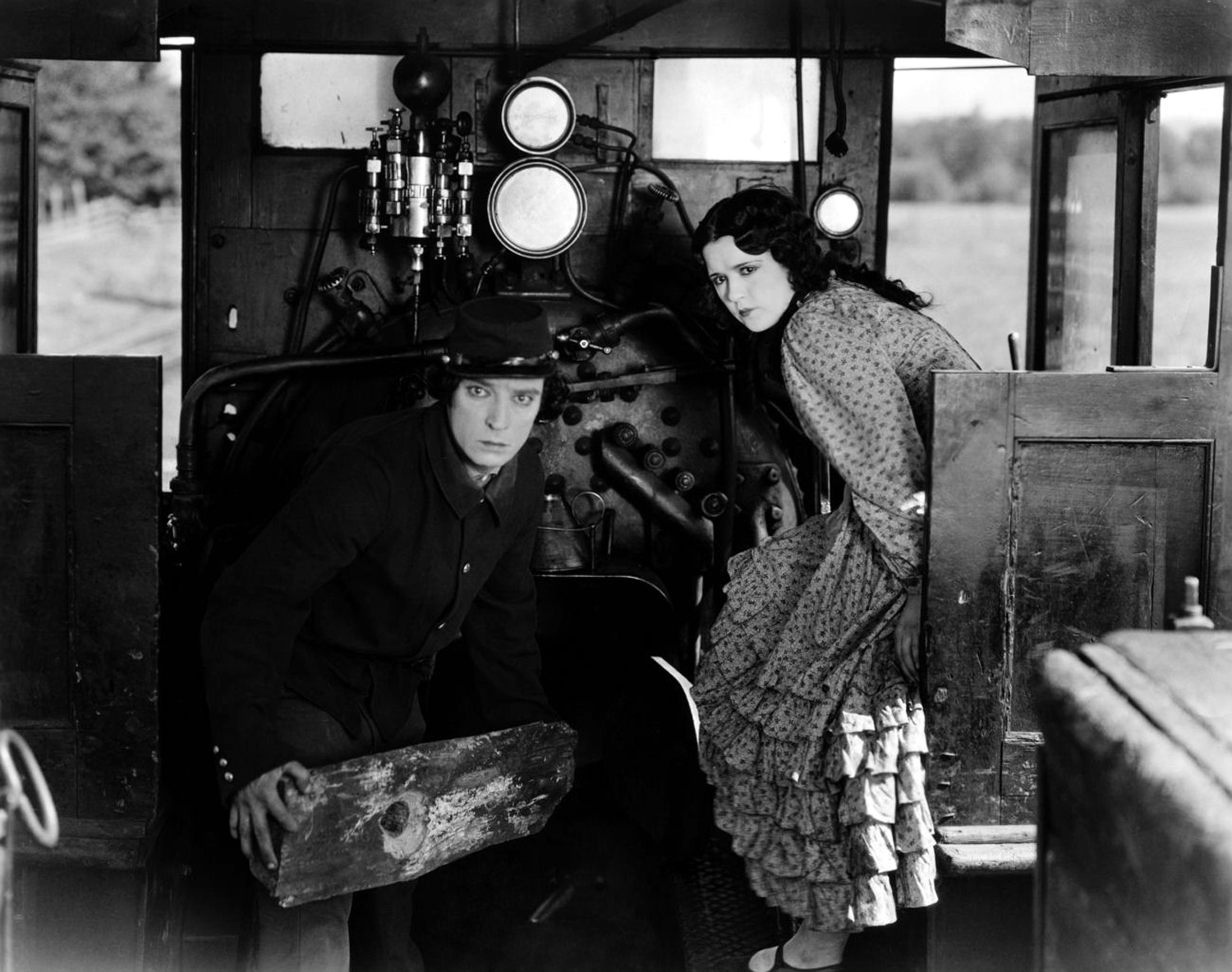
Buster Keaton y Marion Mack en un fotograma de la película.

La película muestra la historia de Johnnie Gray (Buster Keaton), un maquinista de la Western & Atlantic Railroad, que tiene dos pasiones en su vida, su locomotora La General y su novia Annabelle Lee (Marion Mack). 
Cuando estalla la guerra, Annabelle pide a Johnnie que se aliste en el ejército sudista para luchar contra la Unión. A pesar de su empeño en inscribirse, no es admitido, pues lo consideran más útil en su profesión de maquinista que como soldado. Annabelle Lee cree que su no admisión en el ejército se debe a su cobardía y decide no hablar más a Johnnie. 
Un año después, Annabelle tiene que viajar porque su padre está herido, y lo hace en la locomotora de Johnnie, al que aún no habla. A mitad del recorrido, un grupo de nordistas, intentando enlazarse con el ejército de la Unión en Chattanooga, deciden poner en marcha un plan que incluye el robo de La General. Cuando llevan a cabo su huida descubren que Annabelle permanece en la locomotora y se la llevan como prisionera.
Johnnie intentará recuperar él mismo su locomotora y al mismo tiempo a su amada, aunque desde el principio no lo sabe…

## Reparto
- Buster Keaton - Johnnie Gray
- Marion Mack - Annabelle Lee
- Glen Cavender - Anderson, capitán de la Unión
- Jim Farley - General Thatcher
- Frederick Vroom - un general confederado
- Charles Henry Smith - Padre de Annabelle
- Frank Barnes - Hermano de Annabelle
- Joe Keaton - un general de la Unión
- Mike Donlin - un general de la Unión
- Tom Nawn - un general de la Unión

## Legado
En 1963, Keaton dijo que «estaba más orgulloso de esa película que de cualquier otra que haya hecho. Porque tomé un acontecimiento real de los … libros de historia, y conté la historia en detalle también». Con cambios en los gustos y una revaluación de sus obras, el público y los críticos estarían de acuerdo con él y es ahora considerada como un importante clásico de la era silente.
Figura en el puesto 18 de la lista actualizada en 2007 con ocasión del 10.º aniversario de la lista original de las cien mejores películas de todos los tiempos publicada por el American Film Institute.
En 1989, la película fue considerada «cultural, histórica y estéticamente significativa» por la Biblioteca del Congreso de Estados Unidos y seleccionada para su preservación en el National Film Registry.
En la encuesta decenal de las mejores películas de todos los tiempos realizada por Sight and Sound, críticos de cine internacionales la clasificaron en el octavo lugar en 1972 y en el décimo lugar en 1982. Estuvo clasificada en el puesto 34.º en la lista de las cincuenta mejores en el 2012.